# Terrence McNally

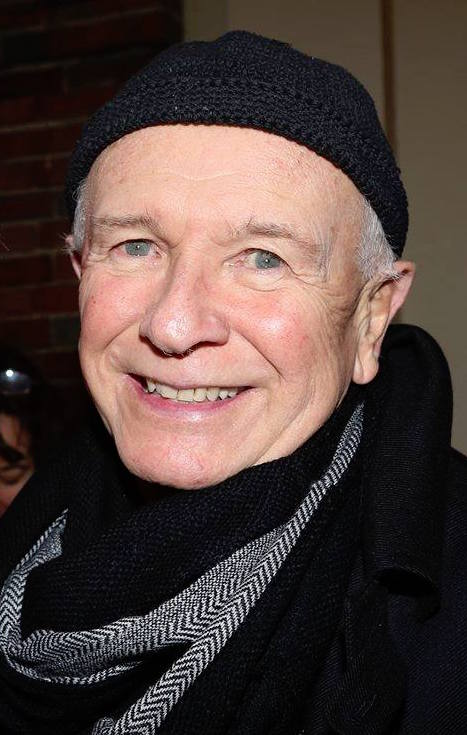
Terrence McNally

Terrence McNally (Saint Petersburg, 3 november 1938 – Sarasota, 24 maart 2020) was een Amerikaans toneel- en scenarioschrijver.

## Privéleven
McNally had een relatie met Edward Albee en was later gehuwd met de Tony Award en Laurence Olivier Award winnaar Tom Kirdahy. Hij overleed op 81-jarige leeftijd aan de gevolgen van COVID-19.

## Werken

### Toneel
- And Things That Go Bump in the Night (1964)
- Botticelli (1968)
- Sweet Eros (1968)
- Witness (1968)
- ¡Cuba Si! (1968)[2]
- Bringing It All Back Home (1969)[2]
- Noon (1968),
- Apple Pie[3]
- Next (1969)
- Where Has Tommy Flowers Gone? (1971)
- Bad Habits (1974)
- Whiskey (1973)[4]
- The Tubs (1974), early version of The Ritz
- The Ritz (1975)
- Frankie and Johnny in the Clair de Lune (1982)
- It's Only a Play (1986)
- Hope (1988), second segment of Faith, Hope and Charity
- Andre's Mother (1988)
- The Lisbon Traviata (1989)
- Prelude and Liebestod (1989)
- Lips Together, Teeth Apart (1991)
- A Perfect Ganesh (1993)
- Hidden Agendas (1994)
- Love! Valour! Compassion! (1994)
- By the Sea, By the Sea, By the Beautiful Sea (1995)
- Master Class (1995)
- Corpus Christi (1998)
- The Stendhal Syndrome (2004)[5]
- Dedication or The Stuff of Dreams (2005)
- Some Men (2006)
- The Sunday Times (2006)
- Deuce (2007)
- Unusual Acts of Devotion (2008)[6]
- Golden Age (2009)[7]
- And Away We Go (2013)[8]
- Mothers and Sons (2014)
- Fire and Air (2018)[9]

### Musicals
- Here's Where I Belong (1968)[10]
- The Rink (1984)
- Kiss of the Spider Woman (1992)
- Ragtime (1996)
- The Full Monty (2000)
- The Visit (2001)
- A Man of No Importance (2002)
- Chita Rivera: The Dancer's Life (2005)
- Catch Me If You Can (2011)
- Anastasia (2016)

### Opera
- The Food of Love (1999), muziek door Robert Beaser[11]
- Dead Man Walking (2000), muziek door Jake Heggie[12]
- Three Decembers (2008), muziek door Jake Heggie en Gene Scheer
- Great Scott (2015), muziek door Jake Heggie[13]

### Film
- The Ritz (1976)[14]
- Andre's Mother (1990)
- Frankie and Johnny (1991)[14]
- The Last Mile (1992)[15]
- Love! Valour! Compassion! (1997)
- Common Ground (2000), stukje Mr Roberts[16]

### Televisie
- Mama Malone (1984), serie[17]

## Eerbewijzen
- 1966 - Guggenheim Fellowship
- 1974 - Obie Award voor Bad Habbits
- 1975 - nominatie voor de Drama Desk Award Outstanding New Play voor The ritz
- 1990 - Primetime Emmy Award Outstanding Writing in a Miniseries or a Special voor Andre's Mother
- 1990 - nominatie voor de Drama Desk Award Outstanding New Play voor The Lisbon Traviata
- 1992 - Lucille Lortel Awards Outstanding Play voor Lips Together, Teeth Apart
- 1992 - Lucille Lortel Awards Outstanding Body of Work
- 1992 - nominatie voor de Drama Desk Award Outstanding New Play voor Lips Together, Teeth Apart
- 1993 - Tony Award Best Book of a Musical voor Kiss of the Spider Woman
- 1994 - Nominatie voor de Pulitzerprijs Drama voor A Perfect Ganesh
- 1995 - Drama Desk Award Outstanding Play voor Love! Valour! Compassion!
- 1995 - Obie Award Playwriting Award voor Love! Valour! Compassion!
- 1995 - Tony Award Best play voor Love! Valour! Compassion!
- 1996 - Tony Award Best Play voor Master Class
- 1996 - opgenomen in de American Theater Hall of Fame
- 1996 - Drama Desk Award Outstanding Play voor Master Class
- 1998 - Tony Award Book of a Musical voor Ragtime
- 1998 - Drama Desk Award Outstanding Book of a Musical voor Ragtime
- 2001 - Nominatie voor een Tony Award Best Book of a Musical voor The Full Monty
- 2001 - nominatie voor de Drama Desk Award Outstanding Book of a Musical voor The Full Monty
- 2003 - nominatie voor de Drama Desk Award Outstanding Book of a Musical voor A Man of No Importance
- 2006 - nominatie voor de Drama Desk Award Outstanding Play voor Dedication or The Stuff of Dreams
- 2007 - nominatie voor de Drama Desk Award Outstanding Play voor Some Men
- 2011 - Dramatists Guild Lifetime Achievement Award
- 2014 - Nominatie voor een Tony Award Best Play voor Mothers and Sons
- 2015 - Nominatie voor een Tony AwardBest Book of a Musical voor The Visit
- 2015 - nominatie voor de Drama Desk Award Outstanding Book of a Musical voor The visit
- 2017 - nominatie voor de Drama Desk Award Outstanding Book of a Musical voor Anastasia
- 2018 - opgenomen in de American Academy of Arts and Letters
- 2019 - Special Tony Award for Lifetime Achievement in the Theatre
- 2019 - Ere-doctoraat van de New York-universiteit

- Bibsys: 90897282
- Biblioteca Nacional de España: XX1658799
- Bibliothèque nationale de France: cb123699345 (data)
- CiNii: DA0981140X
- Gemeinsame Normdatei: 119456672
- International Standard Name Identifier: 0000 0000 8365 2872
- Library of Congress Control Number: n50012927
- MusicBrainz: c337917f-495f-4b78-8a7c-2249a88c6963
- Bibliotheek van het Japanse parlement: 00731259
- Nationale Bibliotheek van Tsjechië: xx0170992
- Nationale bibliotheek van Australië: 35343158
- Nationale Bibliotheek van Israël: 987007424694805171
- Nederlandse Thesaurus van Auteursnamen: 071818588
- Réseau des bibliothèques de Suisse occidentale: 02-A003547351
- SNAC: w68055xc
- Système universitaire de documentation: 032723911
- Virtual International Authority File: 24680733
- WorldCat: E39PBJqk4V96GPtR3YMffY8V4q